# Soilly
Soilly est une ancienne commune française du département de la Marne en région Grand Est. Elle fait partie de la commune de Dormans depuis 1969.

## Géographie
Situé sur la rive droite de la Marne, ce village se trouve entre les routes D 3 et D 41, au sud-ouest de Dormans et au nord-est de Courthiézy.

## Toponymie
Anciennement mentionné : Sodoleium en 840-877, Siliacum en 1032, Solliacum en 1100, Solli en 1110, Soilly et Soily en 1151, Sollei en 1153, Soilli en 1203, Seilli vers 1220, Choilli en 1442, Soully en 1603.

## Histoire
En 1789, ce village fait partie de l'élection d'Épernay et suit la coutume de Vitry.
Le 1er janvier 1969, la commune de Soilly est rattachée à celle de Dormans sous le régime de la fusion simple.

## Démographie
| 1793 | 1800 | 1806 | 1821 | 1831 | 1836 | 1841 | 1846 | 1851 |
| ---- | ---- | ---- | ---- | ---- | ---- | ---- | ---- | ---- |
| 233  | 232  | 226  | 227  | 260  | 274  | 269  | 267  | 294  |

| 1911 | 1921 | 1926 | 1931 | 1936 | 1946 | 1954 | 1962 | 1968 |
| ---- | ---- | ---- | ---- | ---- | ---- | ---- | ---- | ---- |
| 227  | 247  | 234  | 230  | 225  | 212  | 233  | 203  | 225  |

## Monuments
- Église Saint-Martin, classée MH[4]
- Monument aux morts